# Сърбеница (връх)
Вижте пояснителната страница за други значения на Сърбеница.
Сърбеница е връх в Понор планина, дял от Стара планина и е висок 1481,6 метра.